# Ljunghed
För andra betydelser, se Ljunghed (olika betydelser).
Ljunghed, ibland kallad inlandsljunghed, är en buskskogsbiotop och en specifik hedtyp som främst förekommer på väldränerad, mager, sur jord och karaktäriseras av öppen, lågväxande vedartad vegetation, och domineras av olika arter av ljungväxter. En annan typ av ljunghed är hällmarksljunghed som främst förekommer i kustområden.